# Cyclogramma tertia
Cyclogramma tertia är en fjärilsart som beskrevs av John Kern Strecker 1899. Cyclogramma tertia ingår i släktet Cyclogramma och familjen praktfjärilar. Inga underarter finns listade i Catalogue of Life.